# Перу на Светском првенству у атлетици у дворани 2018.
Перу је учествовао на 17. Светском првенству у атлетици у дворани 2018. одржаном у Бирмингему од 1. до 4. марта тринаести пут. Репрезентацију Перуа представљао је један такмичар који се такмичио у трци на 60 метара препоне.,
На овом првенству такмичар Перуа није освојио ниједну медаљу али је оборио лични рекорд.

## Учесници
Мушкарци:
- Javier McFarlane — 60 м препоне

## Резултати

### Мушкарци
| Атлетичар        | Дисциплина   | Лични рекорд | Квалификације | Квалификације | Полуфинале           | Полуфинале           | Финале               | Финале       | Детаљи |
| Атлетичар        | Дисциплина   | Лични рекорд | Резултат      | Место         | Резултат             | Место                | Резултат             | Место        | Детаљи |
| ---------------- | ------------ | ------------ | ------------- | ------------- | -------------------- | -------------------- | -------------------- | ------------ | ------ |
| Javier McFarlane | 60 м препоне |              | 8,00 ЛР       | 8. у гр. 3    | Није се квалификовао | Није се квалификовао | Није се квалификовао | 34 / 37 (38) |        |